# Рокете (Гросето)
Рокете (итал. Rocchette) је насеље у Италији у округу Гросето, региону Тоскана.
Према процени из 2011. у насељу је живело 9 становника. Насеље се налази на надморској висини од 6 м.